# جيني باي
جيني باي هي عازفة كمان كورية جنوبية، ولدت في 1980 في سول في كوريا الجنوبية.

## وصلات خارجية
- جيني باي على موقع IMDb (الإنجليزية)
- جيني باي على موقع ميوزك برينز (الإنجليزية)
- جيني باي على موقع أول ميوزيك (الإنجليزية)
- جيني باي على موقع ديسكوغز (الإنجليزية)